# Cultura arkiniana
A cultura Arkiniana desenvolveu-se na região de Wadi Halfa entre 10500-9500 AP tendo ela sido considerada como uma das mais amplas culturas epipaleolíticas do Nilo: "Do ponto de vista tipológico, a Arkiniana faz parte da ampla gama de indústrias epipaleolíticas norte africanas e a análise estatística do grupo de lamelas apoiadas revela semelhança com a Iberomaurusiana". A indústria lítica foi baseada, principalmente, em microburis (o retoque Ouchtata é notório) e mós, embora exemplos não microlíticos são evidentes. As matérias primas são sílex, ágata, jaspe, rochas ígneas, madeira fossilizada e arenito ferruginoso. A subsistência baseou-se na caça (bubalinas, auroques, gazelas, hipopótamos, bovídeos) e pesca.